# 113 (tal)
113 är det naturliga talet som följer 112 och som följs av 114.

## Inom matematiken
- 113 är ett udda tal.
- 113 är det 30:e primtalet efter 109 och före 127
- 113 är ett Prothtal
- 113 är ett latmirp
- 113 är ett centrerat kvadrattal

## Inom vetenskapen
- Nihonium, atomnummer 113
- 113 Amalthea, en asteroid